# 존스턴망가베이
존스턴망가베이 (Lophocebus johnstoni)는 긴꼬리원숭이과에 속하는 볏망가베이의 일종이다. 이전에는 회색뺨망가베이(L. albigena)의 일종으로 간주했지만, 2007년 콜린 그로브스(Colin Groves)가 오스만힐망가베이와 우간다망가베이와 함께 별도의 종으로 명명했다.